# Хлоя Беннет
Хло́я Бе́ннет (англ. Chloe Bennet, кит.: 汪可盈; піньїнь: Wāng Kěyíng, раніше відома як Хлоя Вонґ; нар. 18 квітня 1992 р.) — американська акторка та співачка. Найбільш відома за роллю Дейзі Джонсон у телесеріалі «Агенти Щ.И.Т.»

## Ранні роки
Хлоя Беннет народилася 18 квітня 1992 року в Чикаго, Іллінойс. Вона — дочка Стефані та Беннета Вонґів. Її батько — американець китайського походження, а мати — американка європейського походження. Хлоя має шість братів: три біологічні брати та три названі брати — два афроамериканського та один мексикано-філіппінського походження. Вона відвідувала підготовчий коледж Св. Ігнатія. У 15 років вона переїхала до Китаю, де розвивала кар'єру співачки.

## Кар'єра
Перебуваючи в Китаї, Хлоя Беннет вивчала мову путунхуа в Шанхаї та Пекіні. Вона випустила свій дебютний сингл «Uh Oh» англійською мовою та мовою путунхуа, після чого вийшов виключно англомовний сингл «Every Day In Between». Згодом вона переїхала до Лос-Анджелеса, Каліфорнія. Її перша поява на екрані відбулася на каналі TeenNick, де вона знялася в короткому літньому танцювальному серіалі The Nightlife. 
2011 року вона з'явилася в музичному відеокліпі до міні-альбому Tonight південнокорейського гурту BIGBANG.
Розвиваючи акторську кар'єру в Голлівуді, їй довелося змінити своє ім'я на «Хлоя Беннет», оскільки в неї виникали проблеми з реєстрацією концертів під прізвищем її батька.
З 2012 по 2013 рік Хлоя Беннет грала повторювану другорядну роль Гейлі в драматичному серіалі Нешвіль каналу ABC.
У грудні 2012 року Хлоя Беннет була обрана на постійну роль у серіалі Агенти Щ.И.Т. каналу ABC, прем'єра якого відбулася 24 вересня 2013 року. У цьому серіалі Хлоя грала роль Дейзі Джонсон (раніше відома як Скай).
На початку лютого 2021 році в мережі почали з'являтися повідомлення про участь Хлої Беннет, Брі Ларсон та Тейони Перріс у проєкті Marvel Studios Таємне вторгнення. 
У березні 2021 року отримала роль Блоссом у серіалі «Круті дівчата» на каналі «The CW» разом з Дав Камерон у та Яною Перро.

## Фільмографія

### Фільми
| Рік  | Українська назва                | Оригінальна назва                            | Роль          | Примітки               |
| ---- | ------------------------------- | -------------------------------------------- | ------------- | ---------------------- |
| 2014 | Нострадамус                     | Nostradamus                                  | Лейн Фішер    | Короткометражний фільм |
| 2015 | Феї і легенда загадкового звіра | Tinker Bell and the Legend of the NeverBeast | Чейз (голос)  |                        |
| 2018 | Marvel Rising: Таємні війни     | Marvel Rising: Secret Warriors               | Дейзі Джонсон |                        |
| 2019 | Єті                             | Abominable                                   | Ї (голос)     |                        |
| 2020 | Дівчина з долини                | Valley Girl                                  | Карен         |                        |
| 2020 | 5 років окремо                  | 5 Years Apart                                | Емма          |                        |

### Серіали
| Рік       | Українська назва                    | Оригінальна назва                 | Роль                             | Примітки                                 |
| --------- | ----------------------------------- | --------------------------------- | -------------------------------- | ---------------------------------------- |
| 2010      | Нічне життя                         | The Nightlife                     | Себе / Ведуча                    | 4 епізоди; як Хлоя Ван                   |
| 2012      | Перехопити                          | Intercept                         | Тесс                             | Пілот                                    |
| 2012—2013 | Нашвілл                             | Nashvill                          | Гейлі                            | Періодична роль 7 епізодів               |
| 2013—2020 | Агенти Щ.И.Т                        | Agents of Shields                 | Трясунка / Дейзі Джонсон         | Головна роль 123 епізоди                 |
| 2014      | Іменинники                          | The Birthday Boys                 |                                  | Епізод: "Горбоче побачення кохання"      |
| 2015      | Джейк і пірати з Небувалії          | Jake and the Never Land Pirates   |                                  | Епізод: "Політ пір’я / Капітан Гукі Гук" |
| 2016г     | Агенти Щ.И.Т: Йо-Йо                 | Agents of S.H.I.E.L.D.: Slingshot | Трясунка / Дейзі Джонсон         | 3 епізоди                                |
| 2018      | Marvel Rising: Ініціація            | Marvel Rising: Initiation         | Трясунка / Дейзі Джонсон (голос) | 2 епізоди                                |
| 2019      | Marvel Rising: Серце заліза         | Marvel Rising: Heart of Iron      | Трясунка / Дейзі Джонсон (голос) | ТБ-спецвипуск                            |
| 2019      | Marvel Rising: Гнатися за привидами | Marvel Rising: Chasing Ghosts     | Трясунка / Дейзі Джонсон (голос) | ТБ-спецвипуск                            |

### Музичні відео
| Рік  | Назва                       | Артист       | Прим.  |
| ---- | --------------------------- | ------------ | ------ |
| 2011 | "Tonight"                   | Big Bang     | [ 13 ] |
| 2011 | "Lose Control (Take a Sip)" | Чейз Джордан | [ 14 ] |

## Дискографія

### Сингли
| Рік  | Назва                     | Прим.  |
| ---- | ------------------------- | ------ |
| 2011 | "Uh Oh" (English Version) | [ 15 ] |
| 2011 | "Uh Oh" (Chinese Version) | [ 15 ] |
| 2011 | "Every Day in Between"    | [ 15 ] |